# Immer Ärger mit dem Hasen
Immer Ärger mit dem Hasen (Originaltitel: Wabbit Twouble) ist ein Merrie Melodies-Cartoon mit Bugs Bunny und Elmer Fudd in den Hauptrollen. Er wurde von Leon Schlesinger Productions produziert und am 20. Dezember 1941 von Warner Bros. Pictures veröffentlicht. Dies ist der erste von mehreren Bugs Bunny-Cartoon-Titeln, die sich auf Elmer Fudds Sprachbehinderung beziehen, weshalb die Namen Robert Clampett, Sid Sutherland, und Carl Stalling sowie die Angaben von Story, Aufsicht, und musikalischer Leitung im Abspann absichtlich falsch geschrieben wurden, damit sie mit Elmer Fudds Sprachstörung übereinstimmen.
In dem Cartoon sucht Elmer im Jellostone-Nationalpark Ruhe und Entspannung. Er schlägt sein Lager aber in der Nähe von Bugs Kaninchenbau auf, wo Bugs (und ein benachbarter Bär) nur Unsinn mit ihm im Sinn haben. Es war der erste Bugs-Bunny- und Elmer-Fudd-Cartoon unter der Regie von Robert Clampett, mit einem Drehbuch von Dave Monahan und der musikalischen Leitung von Carl Stalling. Sid Sutherland ist der einzige erwähnte Trickfilmzeichner, obwohl auch Virgil Ross, Rod Scribner und Robert McKimson den Kurzfilm animiert haben. Mel Blanc lieferte die Stimmen für Bugs und den Bären, und Arthur Q. Bryan lieferte die Stimme für Elmer.

## Handlung
Elmer, der mit seiner Ford-Modell-T-Jalousie im Conga-Rhythmus fährt, macht sich auf den Weg zum Jellostone-Nationalpark (eine Anspielung auf den Yellowstone-Nationalpark), während er sich darauf freut, sich etwas auszuruhen. Elmer richtet seinen Campingplatz ein, indem er ein Lagerfeuer macht, einen Spiegel an einen Baum hängt und darunter ein Waschbecken auf einen Tisch stellt, eine Hängematte aufhängt und sein Zelt aufschlägt. Das Zelt steht direkt über dem Kaninchenbau von Bugs Bunny (Gerade als Elmer angekommen war, hatte Bugs neben seinem Loch ein Schild mit der Aufschrift „Hier Campen“ aufgestellt und sich dann in die Höhle zurückgezogen und sie mit Gras bedeckt, während er ging). Von dort unten reißt Bugs das Zelt ab und schleppt es hinein. Elmer greift hinein und holt trotz Widerstand von unten das in Knoten gebundene Zelt zurück. Bugs taucht auf, heißt Elmer willkommen in Jellostone („Ein erholsamer Rückzug. Oh brudda!“) und zieht Elmer den Hut über die Augen. Elmer greift wieder hinein und versucht, Bugs herauszuziehen. Nach mehreren Versuchen zieht Elmer seine Hände heraus, nur um festzustellen, dass seine Finger zusammengeknotet sind. Er nagelt ein Brett über das Loch („Das wird ihn schon halten, heh-heh-heh-heh-heh-heh“). Bugs schiebt es jedoch einfach auf, tritt heraus und ahmt Elmer nach. Bugs bläst sich bis zu Elmers Größe auf, imitiert was Elmer gesagt hat, und bezeichnet es als „phooey“. Elmer legt sich dann in seine Hängematte und schläft schnell ein, während er vor sich hinmurmelt.
Bugs legt eine Brille auf Elmers Gesicht, malt die Gläser schwarz an und stellt den Wecker so ein, dass er mittags losgeht. Als Elmer geweckt wird, denkt er, es sei Nacht, weil alles dunkel für ihn erscheint. Er geht in sein Zelt, zieht seine Tageskleidung aus, um die darunter liegende Nachtkleidung zu enthüllen, und geht schlafen. Bugs entfernt dann die Brille von Elmer und kräht wie ein Hahn. Er weckt Elmer, welcher glaubt, es sei der nächste Morgen.
Elmer wäscht sich sein Gesicht, kann aber sein Handtuch nicht erreichen, weil es an einem Ast hängt, den Bugs vor ihn hält und immer weiter weg bewegt. Elmer folgt blindlings dem Handtuch („Ich mache solche Sachen mit ihm die ganze Zeit“, vertraut Bugs dem Publikum an) und läuft von einer Klippe. Als er dann auf den Grand Canyon blickt, stellt er aber plötzlich fest, dass er sich in der Luft befindet. Er rennt zurück zur sicheren Klippe und hält Bugs fest. Bugs gibt dann zu, dass er derjenige ist, der diese Gags spielt, und rennt davon, wobei ihn ein wütender Elmer mit einer Waffe aus seinem Zelt verfolgt. Er trifft jedoch einen Amerikanischen Schwarzbär. Der Bär fängt an zu knurren und so wendet sich Elmer für Ratschläge an ein Handbuch für Wildtiere, welches empfiehlt, sich tot zu stellen.
Der Bär gibt bald auf (nachdem er an Elmers „B.O.“ – seinen Füßen – geschnüffelt hat), aber Bugs klettert auf Elmer und beginnt genau wie der Bär zu knurren. Er benimmt sich auf verschiedene Weisen daneben, um Elmer, der die Augen geschlossenen hat, am Boden zu halten, aber gerade als Bugs anfängt, Elmer in den Fuß zu beißen, sieht dieser, was vor sich geht, und greift nach seiner Schrotflinte. Der Bär kehrt zurück und Bugs rennt weg, gerade als Elmer das Gewehr schwingt und den Bären statt den Hasen niederschlägt. Es folgt eine Verfolgungsjagd, bei der Elmer und der Bär zur Melodie der Wilhelm-Tell-Ouvertüre durch die Bäume rennen. Schließlich bringt der Bär Elmer zum Ausrasten, indem er auf ihm reitet.
Als der Bär von ihm abgeschüttelt wird, nachdem er auf einen Baumast gestoßen ist, gibt Elmer auf und packt alles in sein Auto (fast einschließlich eines riesigen Baumes). Auf dem Weg nach draußen sieht er das Willkommensschild am Tor, fährt rückwärts und liest es noch einmal. Er erklärt, dass das Versprechen eines „erholsamen Rückzugs“ „nur Bawoney!“ sei, und um den Park zu leeren und keine falsche Werbung dastehen zu lassen, hackt er das Schild mit einer Axt in Stücke und stampft darauf herum, während er die versprochene „Ruhe und Entspannung“ als „Müll“ bezeichnet. Ein Ranger (zusammen mit Bugs) erscheint und hat einen wütenden Gesichtsausdruck. Elmer wird wegen Vandalismus verhaftet, und vom Fenster seiner Gefängniszelle aus sagt er uns, dass er „diesen Grizzlybären und dieses verrückte Kaninchen“ nun los ist und „endlich Ruhe und Entspannung“ hat. Leider stellt er fest, dass er zufälligerweise seine Zelle sowohl mit Bugs als auch mit dem Schwarzbären teilt. Beide fragen ihn, wie lange er im Gefängnis schon sitzt („Entschuldigen Sie bitte, aber wie lange sitzen Sie schon, Doc?“, fragen sie).

## Produktion
Für den Zeichentrickfilm wurde Elmer in einen dicken Mann umgestaltet (basierend auf dem Körperbau des Synchronsprechers Arthur Q. Bryan), um ihn lustiger zu machen. Der „dicke Elmer“ sollte nur noch drei weitere Auftritte im Looney Tunes/Merrie Melodies-Kanon haben – Der Hase, der zum Essen kam, Goldgräber unter sich, und Bugs Bunny stellt sich, zusätzlich zu einem Cameo-Auftritt in der Kriegsanleihenwerbung Any Bonds Today? – bevor er in Der Hasenfüssige Hypnotiseur wieder zu der schlankeren Form zurückkehrte, für die er bekannt ist. Elmers Karikatur in diesem Film ist die einzige, die den „dicken Elmer“ mit einer roten Nase darstellt. Die Figur ist zudem die einzige Version des „dicken Elmers“, die vom Urheberrecht geschützt ist; die anderen Versionen des „dicken Elmers“ sind gemeinfrei.
Bugs tauchte in einem Gefängnis noch zweimal auf: in Hasen-Rebell (1949) und Bugs im Bau (1950). Am Ende von Der hurtige Hase (1947) und Hasentausch (1955) wird er verhaftet, aber nicht im Gefängnis gezeigt. Bugs wäre auch am Ende von Bugs Bunny stellt sich (1942) verhaftet worden, aber es wird gezeigt, dass er beschlossen hat, sich zu ergeben und stattdessen die Todesstrafe zu erhalten.
Die Lobbykarte, auf der Bugs Elmers Brille schwarz bemalt, ist ebenfalls im Film zu sehen.

## Deutschsprachige Versionen
Der Film erschien im WDR unter dem Titel Immer Ärger mit dem Hasen. In dieser ARD-Version wird Bugs von Gerd Vespermann und Elmer von Kurt Zips gesprochen. Eine weitere deutsche Version dieses Films befindet sich auf der 1989 erschienenen Videokassette Bugs Bunnys lustige Zauberwelt von Metro-Goldwyn-Mayer und United Artists, in der Bugs ebenfalls von Gerd Vespermann und Elmer von Leon Rainer gesprochen wird. 2003 erschien mit der DVD Bugs Bunny Collection noch eine deutsche Version dieses Films, die ebenfalls den Titel Immer Ärger mit dem Hasen trägt und in der Bugs von Sven Plate und Elmer von Hans-Jürgen Wolf gesprochen wird. Diese Version wird auch im Rahmen der Serie Bugs Bunny und Looney Tunes in unregelmäßigen Abständen auf Super RTL gezeigt.

## Verfügbarkeit
- DVD – Looney Tunes Golden Collection, Volume 1
- Blu-ray – Looney Tunes Platinum Collection, Volume 2
- Streaming – Boomerang, HBO Max

## Big Chungus
Im Dezember 2018 (77 Jahre nach der Veröffentlichung des Films) wurde ein Standbild aus dem Kurzfilm, das Bugs zeigt, wie er Elmer verspottet, indem er sein Gewicht imitiert, zu einem Internet-Meme. Das Meme stammte von einem fiktiven Cover für ein Computerspiel mit dem Titel Big Chungus (wobei „Chungus“ ein Neologismus ist, der mit dem Videospielkommentator Jim Sterling in Verbindung gebracht wird), auf dem das Standbild zu sehen war. Es wurde durch einen Facebook-Post eines GameStop-Managers populär gemacht, der behauptete, die Mutter eines Kollegen habe sich nach dem Kauf des fiktiven Spiels als Geschenk für ihren Sohn erkundigt.